# François-Marie de Broglie
François-Marie, I Duque de Broglie (París, Francia, 11 de enero de 1671 - Broglie, Eure, Francia, 22 de mayo de 1745) fue un oficial y diplomático francés, nombrado Mariscal de Francia en 1734.
Luis XV le confiere el título de duque en 1742, mientras que, hasta entonces, la casa de Broglie ostentaba el título de conde.

## Biografía

### Familia
Procedente de la Casa de Broglie, una familia noble francesa de origen piamontés (Chieri), afincada en Francia desde el siglo XVII a instancias del cardenal Mazarino, y de la cual formaron parte varios mariscales de Francia, siendo François-Marie hijo del Mariscal de Francia Victor-Maurice de Broglie (1647-1727).

### Carrera militar
Se distinguió bajo el mando de François-Henri de Montmorency-Luxembourg, Louis François de Boufflers, Luis José de Vendôme y Claude Louis Hector de Villars, particularmente en la batalla de Denain (1712) y en el sitio de Friburgo (1713) durante la guerra de sucesión española. Durante la paz siguiente, continuó en el servicio militar, y en 1719 fue nombrado director general de caballería y dragones. También trabajó en misiones diplomáticas y fue embajador en Inglaterra de 1724 a 1727.
A causa de guerra de sucesión polaca, fue llamado nuevamente al campo de batalla en 1733, para comandar a las tropas en el frente italiano, y al año siguiente fue nombrado Mariscal de Francia. En la campaña de 1734 fue uno de los comandantes en jefe del lado francés y luchó en las batallas de Colorno, San Pietro y Guastalla. Un episodio famoso de su vida fue su fuga de último momento cuando sus cuarteles en el Secchia fueron atacados por el enemigo la noche del 14 de septiembre de 1734, en la acción conocida como la batalla de Quistello.
En 1735 dirigió una guerra de posiciones con resultados favorables, pero pronto fue reemplazado por el mariscal de Noailles. Era gobernador general de Alsacia cuando Federico II el Grande realizó una visita secreta a Estrasburgo en 1740.
Durante la guerra de sucesión austriaca, fue enviado a Bohemia en 1741, con Charles Louis Auguste Fouquet de Belle-Isle, pero después del asedio de Praga (junio-diciembre de 1742), tuvo que retirarse con un ejército desgastado y reducido. Nombrado gobernador de Estrasburgo el 27 de marzo de 1743, fue retirado del mando del ejército y del gobierno de Alsacia el 8 de julio (tras la batalla de Dettingen del 27 de junio de 1743), por no haber defendido Baviera, invadida por el ejército austríaco, y habiéndose retirado a Ratisbona sin la debida orden. Además, Luis XV lo exilió a su tierra normanda de Broglie, donde murió poco después.
Federico II el Grande lo ridiculizaba al apodarlo «el cuádruple Jenofonte» por su retirada sin luchar al frente de 40 000 hombres (en memoria de la Anábasis, en la que Jenofonte relata la retirada de los 10 000 hombres que comandaba).
Su tumba fue profanada en 1793.

## Matrimonio y descendencia
De su matrimonio el 18 de febrero de 1716 en Saint-Malo, con Thérèse Gillette Locquet de Grandville (Saint Malo, 11 de marzo de 1692 - París, 4 de mayo de 1763), hija de Charles Locquet de Grandville (1646-1713), consejero y secretario del rey, tuvieron seis hijos, Victor-François, Charles-François, François de Broglie, Marie-Thérèse, Charles de Broglie y Marie.